# Tjøtta
Tjøtta is een plaats in de Noorse gemeente Alstahaug, provincie Nordland. Tjøtta telt 227 inwoners (2007) en heeft een oppervlakte van 0,26 km².